# 배성호
배성호(2006년 1월 10일 ~ )은 대한민국의 축구 선수로 포지션은 수비수이며 현재 한남대학교 재학중이다.